# Filmjahr 1972
Liste der Filmjahre

◄◄ | ◄ | 1968 | 1969 | 1970 | 1971 | Filmjahr 1972 | 1973 | 1974 | 1975 | 1976 | ► | ►►

Weitere Ereignisse

## Ereignisse
- 23. Januar: Die Maus taucht zum ersten Mal in den Lach- und Sachgeschichten für Fernsehanfänger auf und gibt der Sendung in der Folge ihren Namen.
- 31. Januar: Rosa von Praunheims Film Nicht der Homosexuelle ist pervers, sondern die Situation, in der er lebt wird vom Westdeutschen Rundfunk erstmals im deutschen Fernsehen gezeigt.
- 15. März: Premiere von Der Pate (Regie: Francis Ford Coppola). Dieser im Folgejahr unter anderem mit drei Oscars ausgezeichnete erste Teil der Pate-Trilogie gehört nach Meinung zahlreicher Filmkritiker zu den besten Filmen aller Zeiten.
- 12. Juni: Uraufführung von Deep Throat. Mit diesem Werk ist es erstmals einem Pornofilm im größeren Stil gelungen, popkulturellen Einfluss auszuüben. In den Folgejahren ist er in Filmen und darüber hinaus häufig referenziert worden.
- 14. Oktober: Uraufführung von Der letzte Tango in Paris. Bernardo Bertoluccis Film über eine von leidenschaftlichem Sex geprägte Beziehung polarisiert sowohl die breite Öffentlichkeit als auch die Filmkritiker. In einigen Ländern wird dieser Film verboten, in anderen Ländern lockt er massenhaft Zuschauer in die Kinos.
- 31. Dezember: Neun Jahre nach der Erstausstrahlung zeigt der Norddeutsche Rundfunk den Sketch Dinner for One erstmals am Silvester-Abend.
- Die Sieger der BRAVO Otto Leserwahl 1972:
  - Kategorie – männlicher Filmstar: Gold Ryan O’Neal, Silber Pierre Brice, Bronze Hansi Kraus
  - Kategorie – weiblicher Filmstar: Gold Uschi Glas, Silber Ali MacGraw, Bronze Romy Schneider
- Die erfolgreichsten westdeutschen Filmproduktionen 1972:[1]
  - Laß jucken, Kumpel (ca. 4 Millionen Zuschauer)
  - Schulmädchen-Report. 3. Teil: Was Eltern nicht mal ahnen (ca. 3,5 Millionen Zuschauer)

## Top 10 der erfolgreichsten Filme

### In Deutschland
Die zehn erfolgreichsten Filme an den deutschen Kinokassen nach Besucherzahlen (Stand: 24. November 2018):
| Platz | Filmtitel                                                | Besucher   |
| ----- | -------------------------------------------------------- | ---------- |
| 1.    | Vier Fäuste für ein Halleluja                            | 12.267.000 |
| 2.    | Der Pate                                                 | 5.200.000  |
| 3.    | Laß jucken, Kumpel                                       | 4.000.000  |
| 4.    | Schulmädchen-Report. 3. Teil: Was Eltern nicht mal ahnen | 2.863.000  |
| 5.    | Freibeuter der Meere                                     | 3.000.000  |
| 6.    | Is’ was, Doc?                                            | 3.000.000  |
| 7.    | Uhrwerk Orange                                           | 2.863.000  |
| 8.    | Die tollkühne Hexe in ihrem fliegenden Bett              | 2.863.000  |
| 9.    | Lucky Luke                                               | 2.000.000  |
| 10.   | Frenzy                                                   | 2.000.000  |

### In den USA
Die zehn erfolgreichsten Filme an den US-amerikanischen Kinokassen nach Einspielergebnis.
| Platz | Filmtitel                                      | Einspielergebnis in US-Dollar |
| ----- | ---------------------------------------------- | ----------------------------- |
| 1.    | The Godfather                                  | 86.300.000                    |
| 2.    | The Poseidon Adventure                         | 42.000.000                    |
| 3.    | What’s Up, Doc?                                | 28.000.000                    |
| 4.    | Deliverance                                    | 22.500.000                    |
| 5.    | Jeremiah Johnson                               | 21.900.000                    |
| 6.    | Cabaret                                        | 20.250.000                    |
| 7.    | Deep Throat                                    | 20.000.000                    |
| 8.    | The Getaway                                    | 18.000.000                    |
| 9.    | Lady Sings the Blues                           | 9.666.000                     |
| 10.   | Everything You Always Wanted to Know About Sex | 8.828.000                     |

## Filmpreise

### Golden Globe Award
Am 6. Februar findet im Beverly Hilton Hotel in Los Angeles die Golden-Globe-Verleihung statt.
- Bestes Drama: French Connection – Brennpunkt Brooklyn von William Friedkin
- Bestes Musical/Komödie: Anatevka von Norman Jewison
- Bester Schauspieler (Drama): Gene Hackman in French Connection – Brennpunkt Brooklyn
- Beste Schauspielerin (Drama): Jane Fonda in Klute
- Bester Schauspieler (Musical/Komödie): Topol in Anatevka
- Beste Schauspielerin (Musical/Komödie): Twiggy in The Boyfriend
- Bester Nebendarsteller: Ben Johnson in Die letzte Vorstellung
- Beste Nebendarstellerin: Ann-Margret in Carnal Knowledge
- Bester Regisseur: William Friedkin für French Connection – Brennpunkt Brooklyn
- Beste Musik: Isaac Hayes für Shaft
- Cecil B. DeMille Award: Alfred Hitchcock

### Academy Awards
Am 10. April findet die Oscar-Verleihung im Dorothy Chandler Pavilion in Los Angeles statt.
- Bester Film: French Connection – Brennpunkt Brooklyn von William Friedkin
- Bester Hauptdarsteller: Gene Hackman in French Connection – Brennpunkt Brooklyn
- Beste Hauptdarstellerin: Jane Fonda in Klute
- Bester Regisseur: William Friedkin für French Connection – Brennpunkt Brooklyn
- Bester Nebendarsteller: Ben Johnson in Die letzte Vorstellung
- Beste Nebendarstellerin: Cloris Leachman in Die letzte Vorstellung
- Bester fremdsprachiger Film: Der Garten der Finzi Contini von Vittorio De Sica
- Ehrenoscar: Charles Chaplin

Vollständige Liste der Preisträger

### Internationale Filmfestspiele von Cannes 1972
Das Festival beginnt am 4. Mai und endet am 19. Mai. Die Jury unter Präsident Joseph Losey wählt folgende Preisträger aus:
- Goldene Palme: Der Fall Mattei von Francesco Rosi und Der Weg der Arbeiterklasse ins Paradies von Elio Petri
- Großer Preis der Jury: Solaris von Andrei Tarkowski
- Bester Schauspieler: Jean Yanne in Wir werden nicht zusammen alt
- Beste Schauspielerin: Susannah York in Spiegelbilder
- Bester Regisseur: Miklós Jancsó für Roter Psalm

### Internationale Filmfestspiele Berlin 1972
Das Festival beginnt am 23. Juni und endet am 4. Juli. Die Jury vergibt folgende Preise:
- Goldener Bär: Pasolinis tolldreiste Geschichten von Pier Paolo Pasolini
- Bester Schauspieler: Alberto Sordi in Untersuchungshaft
- Beste Schauspielerin: Elizabeth Taylor in Hammersmith ist raus
- Bester Regisseur: Jean-Pierre Blanc für Das späte Mädchen

### Deutscher Filmpreis
- Bester Film: Trotta
- Beste Regie: Johannes Schaaf für Trotta und Bernhard Wicki für Das falsche Gewicht
- Beste Hauptdarstellerin: Rosemarie Fendel für Trotta und Irm Hermann für Händler der vier Jahreszeiten
- Bester Hauptdarsteller: Hans Hirschmüller für Händler der vier Jahreszeiten, Hugo Lindinger für Bitte stehen Sie auf und Helmut Qualtinger für Das falsche Gewicht

### Society of Film and Television Arts Awards
- Bester Film: Sunday, Bloody Sunday von John Schlesinger
- Beste Regie: John Schlesinger für Sunday, Bloody Sunday
- Bester Hauptdarsteller: Peter Finch für Sunday, Bloody Sunday
- Beste Hauptdarstellerin: Glenda Jackson für Sunday, Bloody Sunday
- Bester Nebendarsteller: Edward Fox für Der Mittler
- Beste Nebendarstellerin: Margaret Leighton für Der Mittler

### Étoile de Cristal
- Bester Film: Der Aufruhr in den Cevennen von René Allio
- Bester Darsteller: Pierre Clémenti in La cicatrice intérieure
- Beste Darstellerin: Bulle Ogier in Der Salamander
- Bester ausländischer Film: Der Clan, der seine Feinde lebendig einmauert von Damiano Damiani
- Bester ausländischer Darsteller: Peter Finch in Sunday, Bloody Sunday
- Beste ausländische Darstellerin: Glenda Jackson in Sunday, Bloody Sunday

### New York Film Critics Circle Award
- Bester Film: Schreie und Flüstern von Ingmar Bergman
- Beste Regie: Ingmar Bergman für Schreie und Flüstern
- Bester Hauptdarsteller: Laurence Olivier in Mord mit kleinen Fehlern
- Beste Hauptdarstellerin: Liv Ullmann in Schreie und Flüstern und Emigranten
- Bester Nebendarsteller: Robert Duvall in Der Pate
- Beste Nebendarstellerin: Jeannie Berlin in Pferdewechsel in der Hochzeitsnacht

### National Board of Review
- Bester Film: Cabaret von Bob Fosse
- Beste Regie: Bob Fosse für Cabaret
- Bester Hauptdarsteller: Peter O’Toole in Der Mann von La Mancha und The Ruling Class
- Beste Hauptdarstellerin: Cicely Tyson in Das Jahr ohne Vater
- Bester Nebendarsteller: Joel Grey in Cabaret und Al Pacino in Der Pate
- Beste Nebendarstellerin: Marisa Berenson in Cabaret
- Bester fremdsprachiger Film: Claires Knie von Éric Rohmer und Das Haus nebenan – Chronik einer französischen Stadt im Kriege von Marcel Ophüls

### Weitere Filmpreise und Auszeichnungen
- David di Donatello: Der Weg der Arbeiterklasse ins Paradies, Questa specie d’amore (Bester italienischer Film) und French Connection – Brennpunkt Brooklyn (Bester ausländischer Film)
- Deutscher Kritikerpreis: Jutta Hoffmann und Margarethe von Trotta
- Directors Guild of America Award: William Friedkin für French Connection – Brennpunkt Brooklyn
- Ernst-Lubitsch-Preis: Herbert Fleischmann
- Louis-Delluc-Preis: Der unsichtbare Aufstand von Costa-Gavras
- Nastro d’Argento: Tod in Venedig von Luchino Visconti und Die Teufel von Ken Russell
- National Society of Film Critics Award: Claires Knie von Éric Rohmer
- Festival Internacional de Cine de Donostia-San Sebastián: Das Glashaus von Tom Gries (Goldene Muschel)
- Writers Guild of America Award: Sunday, Bloody Sunday (Bestes Original-Drehbuch-Drama), The Hospital (Bester Original-Drehbuch-Komödie), French Connection – Brennpunkt Brooklyn (Bestes adaptiertes Drehbuch-Drama), Opa Kotch - Mit Volldampf aus der Sackgasse (Bestes adaptiertes Drehbuch-Komödie), Ernest Lehman (Lebenswerk)

## Geburtstage

### Januar bis März
Januar

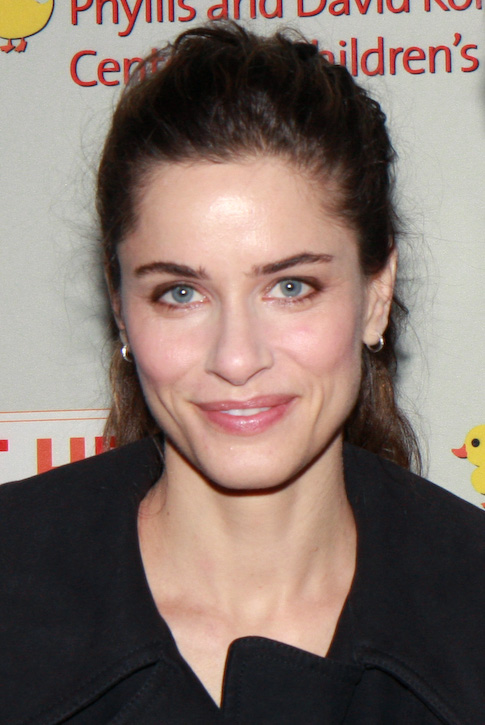
Amanda Peet (* 11. Januar)

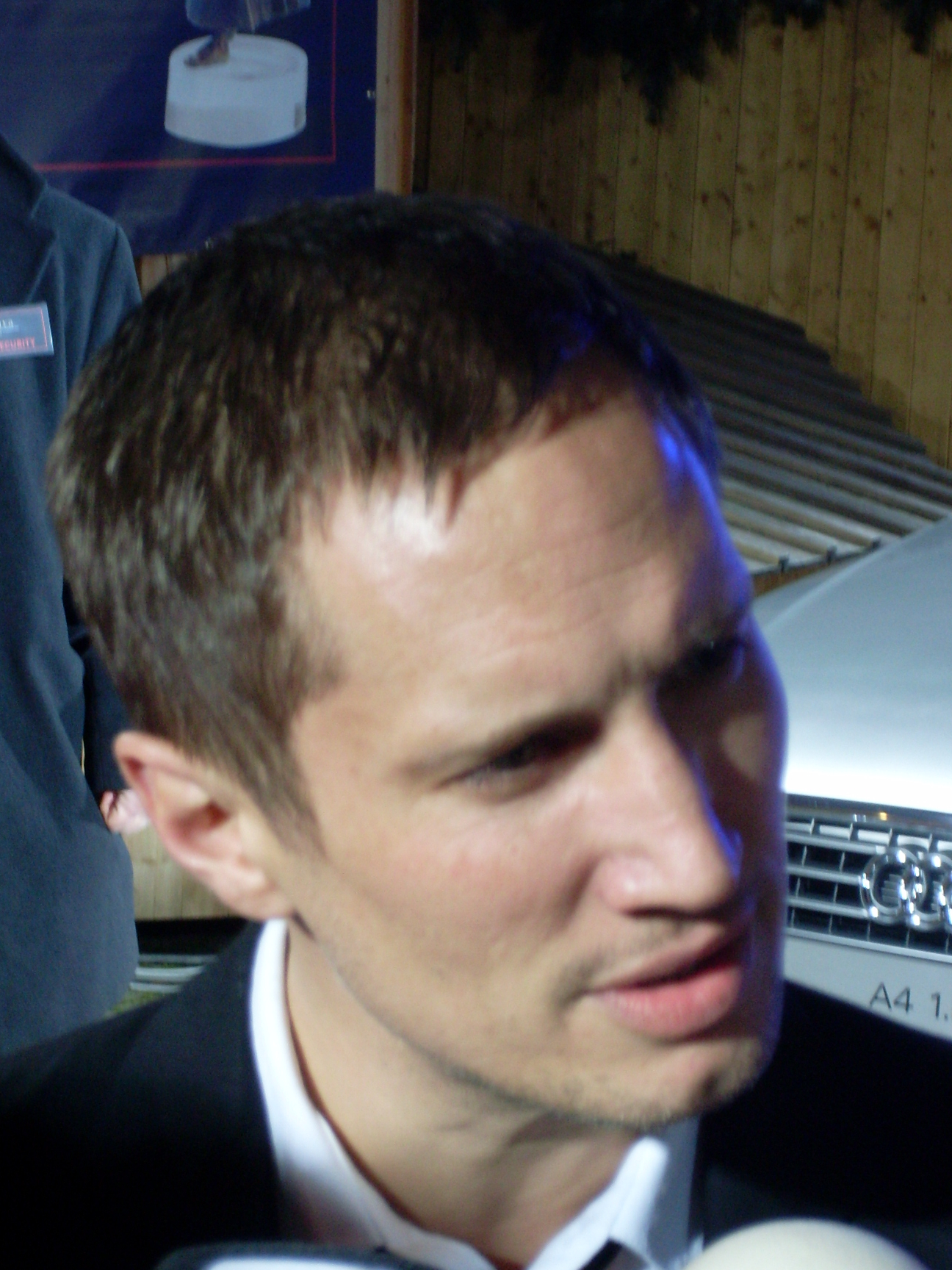
Benno Fürmann (* 17. Januar)

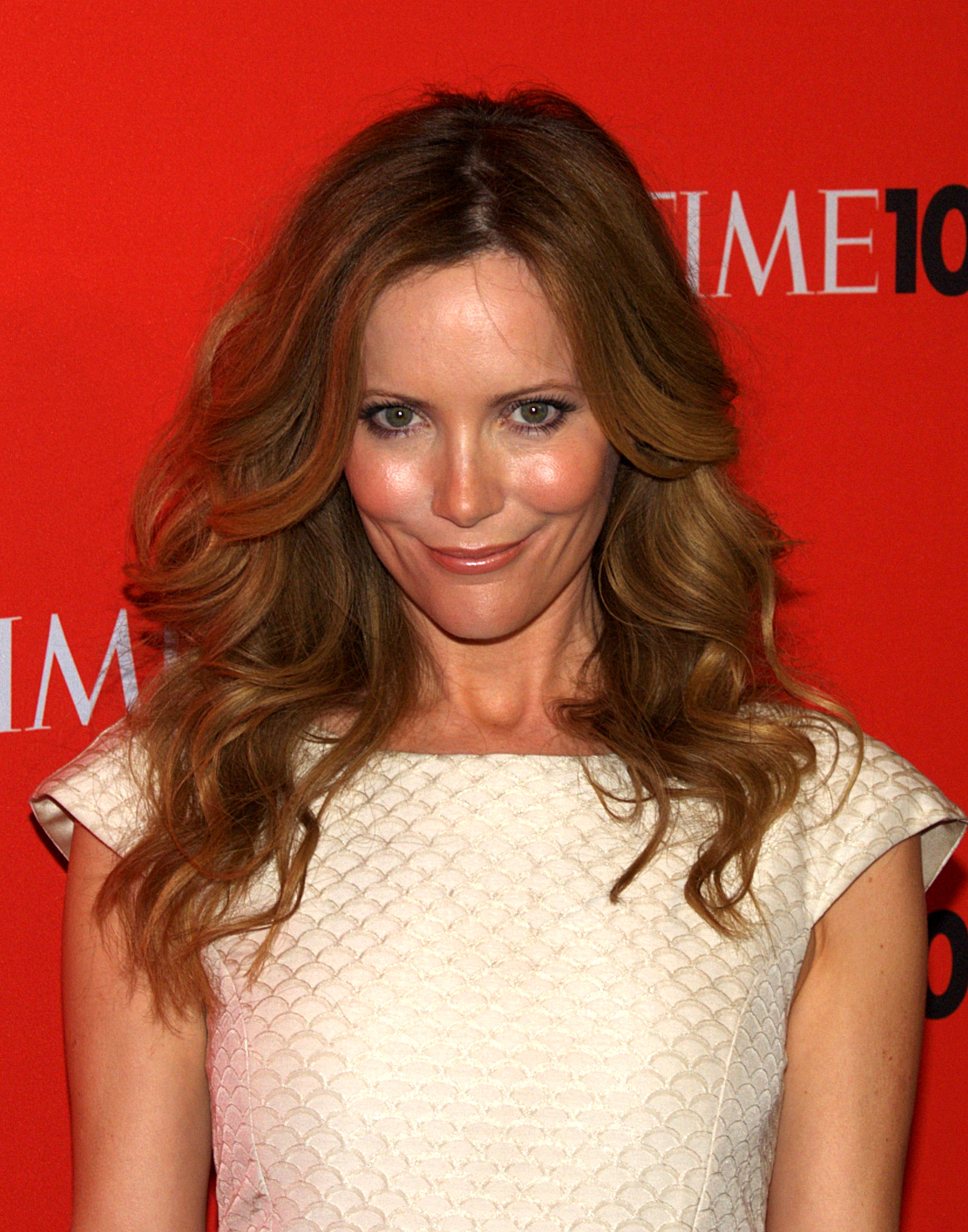
Leslie Mann (* 26. März)

- 01. Januar: Catherine McCormack, britische Schauspielerin
- 01. Januar: Micaela Nevárez, puerto-ricanische Schauspielerin
- 02. Januar: Taye Diggs, US-amerikanischer Schauspieler
- 02. Januar: Christopher Lennertz, US-amerikanischer Komponist
- 05. Januar: Nikki Nova, US-amerikanische Pornodarstellerin
- 11. Januar: Marc Blucas, US-amerikanischer Schauspieler
- 11. Januar: Amanda Peet, US-amerikanische Schauspielerin
- 13. Januar: Nicole Eggert, US-amerikanische Schauspielerin
- 16. Januar: Richard T. Jones, US-amerikanischer Schauspieler
- 16. Januar: Annika Peterson, US-amerikanische Schauspielerin
- 17. Januar: Benno Fürmann, deutscher Schauspieler
- 17. Januar: Nina Vorbrodt, deutsche Schauspielerin
- 18. Januar: Ralph Caspers, deutscher Fernsehmoderator, Schauspieler und Autor
- 19. Januar: Drea de Matteo, US-amerikanische Schauspielerin
- 22. Januar: Gabriel Macht, US-amerikanischer Schauspieler
- 23. Januar: Ewen Bremner, schottischer Schauspieler
- 24. Januar: Muriel Baumeister, deutsch-österreichische Schauspielerin
- 25. Januar: Benjamin Kernen, schweizerischer Schauspieler
- 27. Januar: Josh Randall, US-amerikanischer Schauspieler

Februar
- 02. Februar: Pia Hierzegger, österreichische Schauspielerin
- 05. Februar: Luke Greenfield, US-amerikanischer Regisseur
- 07. Februar: Robyn Lively, US-amerikanische Schauspielerin
- 08. Februar: Ruth Brauer-Kvam, österreichische Schauspielerin
- 11. Februar: Lisa Martinek, deutsche Schauspielerin († 2019)
- 12. Februar: Ajay Naidu, US-amerikanischer Schauspieler
- 14. Februar: Najwa Nimri, spanische Schauspielerin
- 15. Februar: Clemens Schick, deutscher Schauspieler
- 16. Februar: Sarah Clarke, US-amerikanische Schauspielerin
- 17. Februar: Owi Mahn, deutscher Filmemacher und Videokünstler
- 20. Februar: Magdalena Cielecka, polnische Schauspielerin
- 25. Februar: Anneke Kim Sarnau, deutsche Schauspielerin
- 25. Februar: J. C. Spink, US-amerikanischer Produzent († 2017)
- 27. Februar: Richard Coyle, britischer Schauspieler
- 29. Februar: Antonio Sabato junior, US-amerikanischer Schauspieler

März
- 02. März: Tim Bergmann, deutscher Schauspieler
- 02. März: Richard Ruccolo, US-amerikanischer Schauspieler
- 03. März: Thomas M. Held, deutsch-österreichischer Schauspieler
- 03. März: Christian Oliver, deutscher Schauspieler († 2024)
- 06. März: Shaquille O’Neal, US-amerikanischer Basketballspieler, Schauspieler und Rapper
- 07. März: Alexandra Reimer, deutsche Schauspielerin
- 08. März: Matt Nable, australischer Schauspieler
- 09. März: Jean Louisa Kelly, US-amerikanische Schauspielerin
- 09. März: Kerr Smith, US-amerikanischer Schauspieler
- 10. März: Mark Waschke, deutscher Schauspieler
- 11. März: Mathilde Bonnefoy, französische Filmeditorin
- 12. März: Christian Möllmann, deutscher Schauspieler und Sänger
- 12. März: Lisa Werlinder, schwedische Schauspielerin und Sängerin
- 21. März: Piotr Adamczyk, polnischer Schauspieler und Synchronsprecher
- 24. März: Wiktorija Tolstoganowa, russische Schauspielerin
- 26. März: Leslie Mann, US-amerikanische Schauspielerin
- 30. März: Mili Avital, israelische Schauspielerin
- 30. März: Keirut Wenzel, deutscher Comedian und Schauspieler
- 31. März: Alejandro Amenábar, chilenisch-spanischer Regisseur

### April bis Juni
April

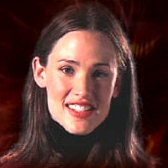
Jennifer Garner (* 17. April)

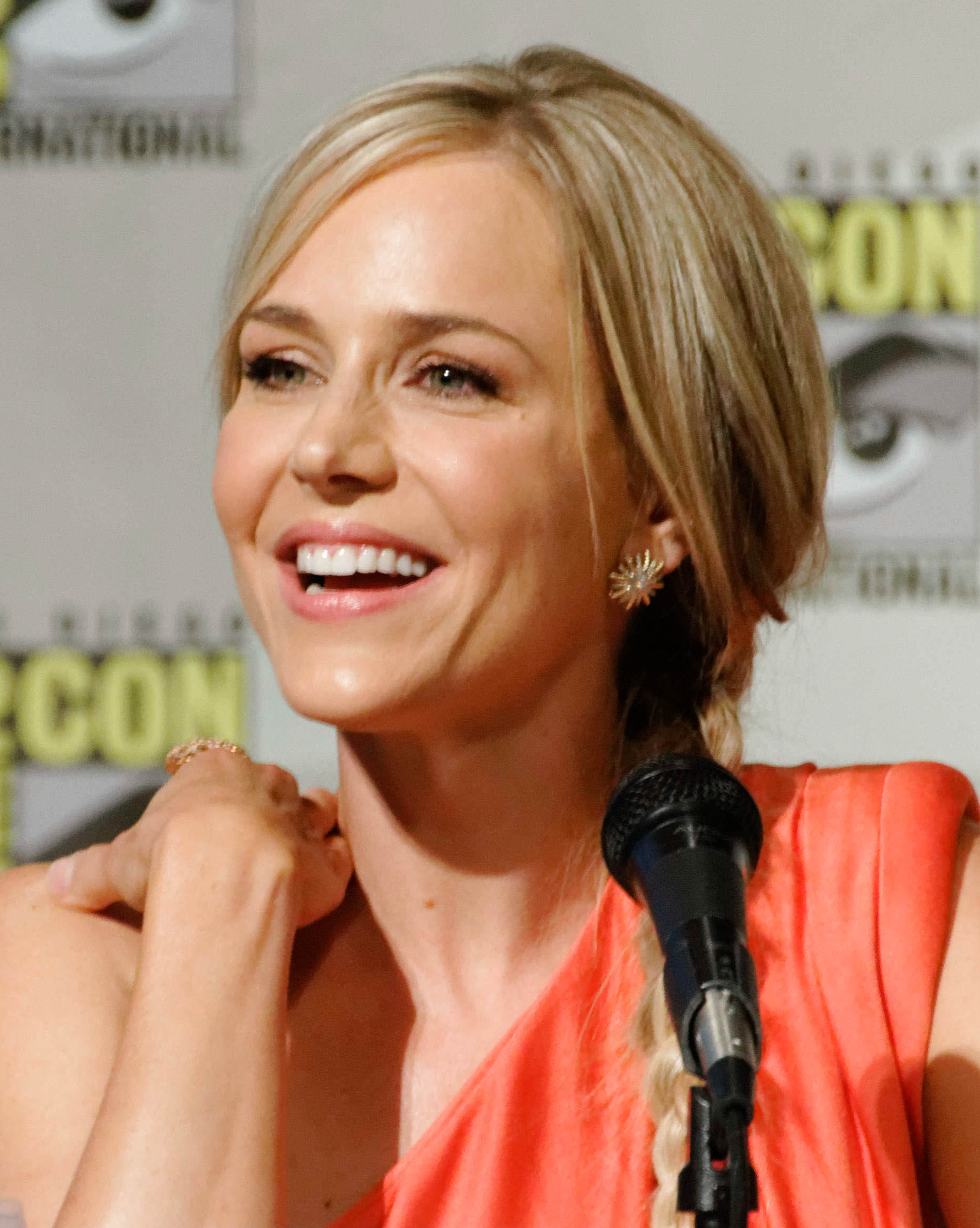
Julie Benz (* 1. Mai)

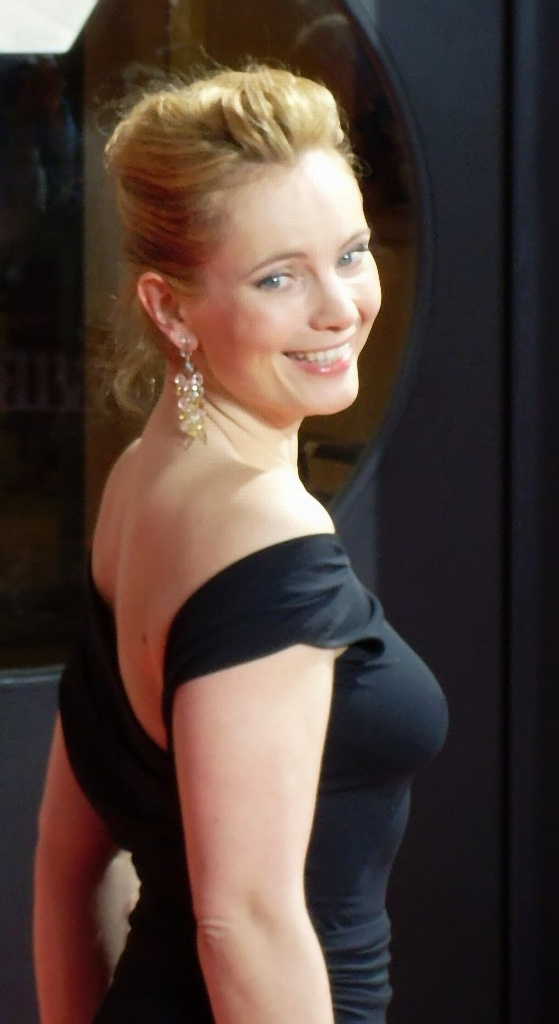
Nadja Uhl (* 23. Mai)

- 03. April: Jennie Garth, US-amerikanische Schauspielerin
- 04. April: Bastian Pastewka, deutscher Comedian und Schauspieler
- 06. April: Anders Thomas Jensen, dänischer Regisseur und Drehbuchautor
- 08. April: Sung Kang, US-amerikanischer Schauspieler
- 12. April: Judith Klein, deutsche Schauspielerin
- 17. April: Jennifer Garner, US-amerikanische Schauspielerin
- 18. April: Tetje Mierendorf, deutscher Schauspieler und Synchronsprecher
- 18. April: Eli Roth, US-amerikanischer Schauspieler und Regisseur
- 20. April: Carmen Electra, US-amerikanisches Modell und Schauspielerin
- 21. April: Petra van de Voort, schwedische Schauspielerin
- 22. April: Anna Falchi, italienische Filmschauspielerin und Fotomodell
- 26. April: Eva Löbau, deutsch-österreichische Schauspielerin
- 27. April: Caspar Arnhold, deutscher Schauspieler und Regisseur
- 27. April: Mehmet Kurtuluş, deutsch-türkischer Schauspieler
- 29. April: Derek Mears, US-amerikanischer Stuntman und Schauspieler

Mai
- 01. Mai: Julie Benz, US-amerikanische Schauspielerin
- 02. Mai: Dwayne Johnson, US-amerikanischer Wrestler und Schauspieler
- 09. Mai: Anna-Louise Plowman, US-amerikanische Schauspielerin
- 10. Mai: Cary Guffey, US-amerikanischer Kinderdarsteller
- 11. Mai: Concha Buika, spanische Sängerin, Komponistin und Schauspielerin
- 11. Mai: Jenny Elvers, deutsche Schauspielerin
- 13. Mai: Sergio Assisi, italienischer Film- und Theaterschauspieler
- 14. Mai: Natalia Smirnoff, argentinische Regisseurin
- 15. Mai: Ulrike C. Tscharre, deutsch-österreichische Schauspielerin
- 16. Mai: Khary Payton, US-amerikanischer Schauspieler und Synchronsprecher
- 19. Mai: Amanda de Cadenet, britische Schauspielerin
- 21. Mai: Olga Sosnovska, US-amerikanische Schauspielerin
- 22. Mai: Anna Belknap, US-amerikanische Schauspielerin
- 22. Mai: Alison Eastwood, US-amerikanische Schauspielerin
- 23. Mai: Nadja Uhl, deutsche Schauspielerin
- 24. Mai: Sebastian Blomberg, deutscher Schauspieler
- 25. Mai: Karan Johar, indischer Regisseur
- 28. Mai: Kate Ashfield, britische Schauspielerin
- 28. Mai: Chiara Mastroianni, französische Schauspielerin
- 31. Mai: Catherine Bruhier, US-amerikanische Schauspielerin
- 31. Mai: Doris Schretzmayer, österreichische Schauspielerin, Autorin und Moderatorin

Juni
- 01. Juni: Rick Gomez, US-amerikanischer Schauspieler
- 01. Juni: Stine Stengade, dänische Schauspielerin
- 02. Juni: Wentworth Miller, US-amerikanischer Schauspieler
- 07. Juni: Karl Urban, US-amerikanischer Schauspieler
- 17. Juni: Michał Żebrowski, polnischer Schauspieler
- 19. Juni: Jean Dujardin, französischer Schauspieler und Komiker
- 19. Juni: Christian Kahrmann, deutscher Schauspieler
- 19. Juni: Robin Tunney, US-amerikanische Schauspielerin
- 23. Juni: Selma Blair, US-amerikanische Schauspielerin
- 25. Juni: Hedieh Tehrani, iranische Schauspielerin
- 28. Juni: Alessandro Nivola, US-amerikanischer Schauspieler

### Juli bis September
Juli

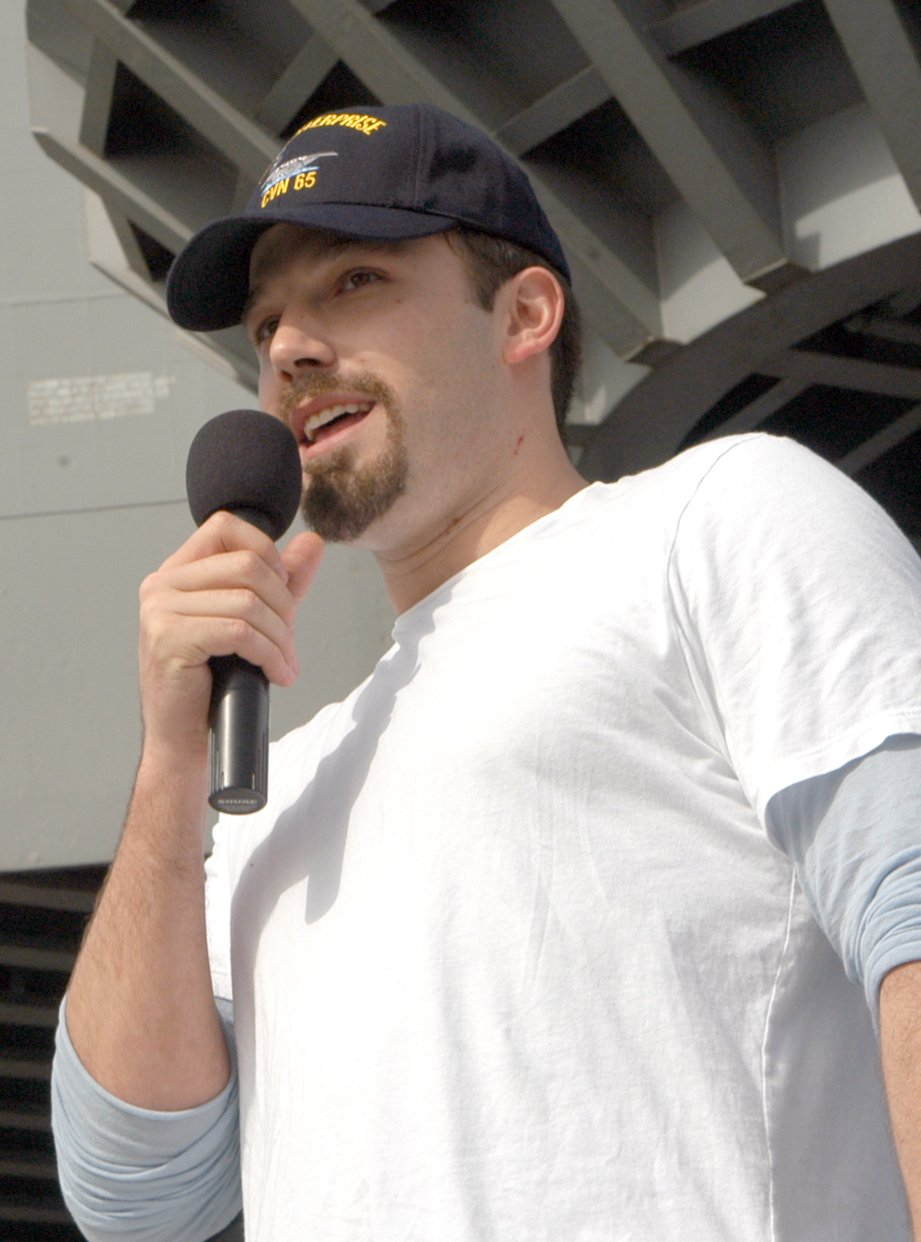
Ben Affleck (* 15. August)

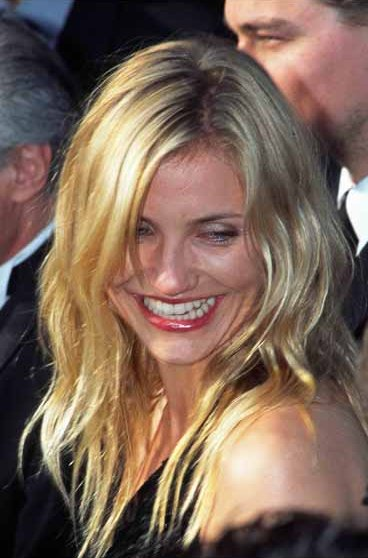
Cameron Diaz (* 30. August)

- 01. Juli: Simone Leona Hueber, schweizerische Schauspielerin
- 06. Juli: Maria Köstlinger, österreichische Schauspielerin
- 10. Juli: Peter Serafinowicz, US-amerikanischer Schauspieler
- 11. Juli: Michael Rosenbaum, US-amerikanischer Schauspieler
- 11. Juli: Volker Büdts, deutscher Film- und Theaterschauspieler
- 15. Juli: Scott Foley, US-amerikanischer Schauspieler
- 22. Juli: Colin Ferguson, kanadischer Schauspieler
- 23. Juli: Marlon Wayans, US-amerikanischer Schauspieler
- 27. Juli: Maya Rudolph, US-amerikanische Schauspielerin
- 28. Juli: Elizabeth Berkley, US-amerikanische Schauspielerin
- 28. Juli: Evan Farmer, US-amerikanischer Schauspieler
- 29. Juli: Wil Wheaton, US-amerikanischer Schauspieler
- 31. Juli: Tami Stronach, US-amerikanische Tänzerin und ehemalige Filmschauspielerin

August
- 02. August: Jacinda Barrett, australische Schauspielerin
- 03. August: Erika Marozsán, ungarische Schauspielerin
- 05. August: Darren Shahlavi, britischer Schauspieler und Stuntman († 2015)
- 06. August: Jason O’Mara, US-amerikanischer Schauspieler
- 07. August: Alexei Popogrebski, russischer Regisseur
- 09. August: Liz Vassey, US-amerikanische Schauspielerin
- 10. August: Angie Harmon, US-amerikanische Schauspielerin
- 10. August: Mike McGlone, US-amerikanischer Schauspieler
- 15. August: Ben Affleck, US-amerikanischer Schauspieler
- 22. August: Marliece Andrada, US-amerikanische Schauspielerin
- 22. August: Arash T. Riahi, österreichischer Regisseur
- 30. August: Cameron Diaz, US-amerikanische Schauspielerin

September
- 02. September: Nicolette Krebitz, deutsche Schauspielerin und Regisseurin
- 03. September: Maja Ostaszewska, polnische Schauspielerin
- 06. September: Dylan Bruno, US-amerikanischer Schauspieler
- 06. September: Idris Elba, britischer Schauspieler
- 06. September: Justina Machado, US-amerikanische Schauspielerin
- 06. September: Anika Noni Rose, US-amerikanische Schauspielerin
- 09. September: Goran Višnjić, kroatischer Schauspieler
- 12. September: Jason Statham, britischer Schauspieler
- 17. September: Sunrise Coigney, amerikanische Schauspielerin
- 18. September: Julia Cencig, österreichische Schauspielerin
- 18. September: Michael Landes, US-amerikanischer Schauspieler
- 19. September: Kristoffer Joner, norwegischer Schauspieler
- 20. September: Henning Baum, deutscher Schauspieler
- 19. September: Tobias Kluckert, deutscher Schauspieler und Synchronsprecher
- 24. September: Finty Williams, britische Schauspielerin
- 27. September: Gwyneth Paltrow, US-amerikanische Schauspielerin
- 30. September: Meadow Sisto, US-amerikanische Schauspielerin

### Oktober bis Dezember
Oktober

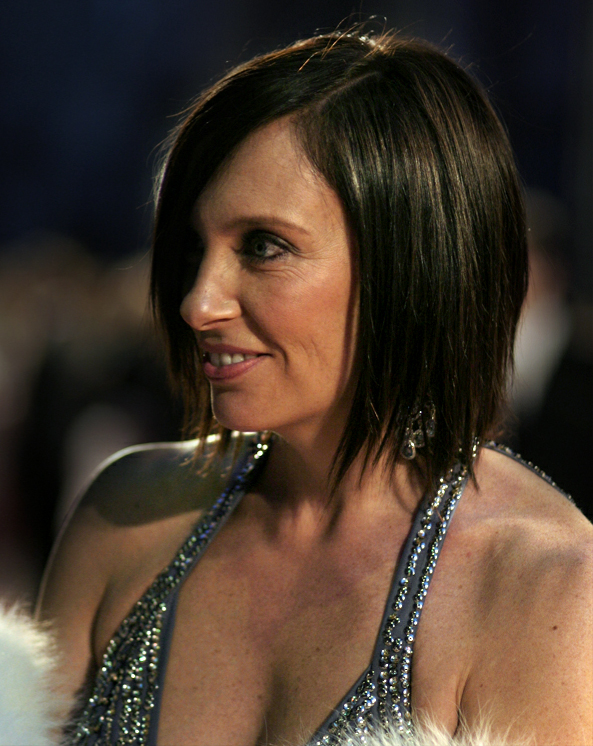
Toni Collette (* 1. November)

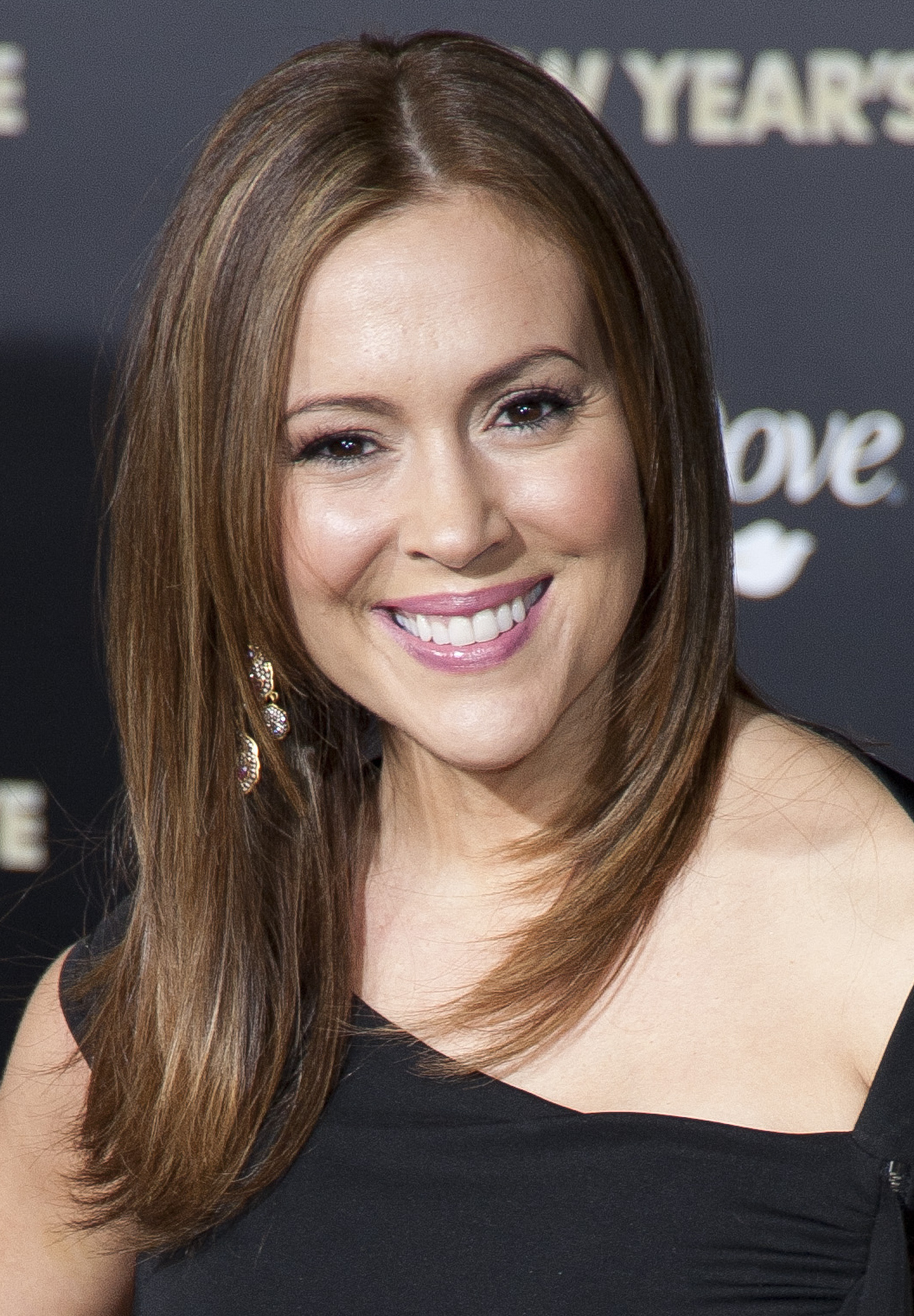
Alyssa Milano (* 19. Dezember)

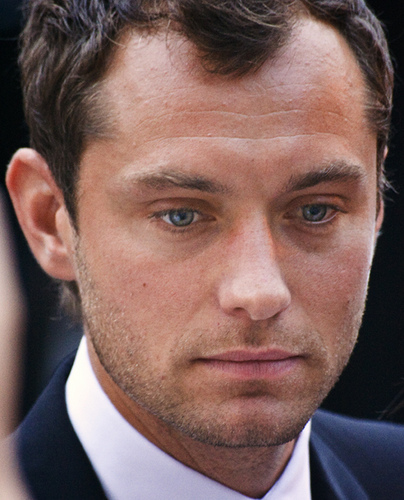
Jude Law (* 29. Dezember)

- 06. Oktober: Lola Dueñas, spanische Schauspielerin
- 06. Oktober: Jessica Hausner, österreichische Regisseurin
- 09. Oktober: Audie England, US-amerikanische Schauspielerin
- 11. Oktober: Claudia Black, australische Schauspielerin
- 12. Oktober: Sönke Möhring, deutscher Schauspieler und Hörspielsprecher
- 13. Oktober: Danny Lloyd, US-amerikanischer Kinderdarsteller
- 17. Oktober: Sharon Leal, US-amerikanische Schauspielerin
- 21. Oktober: Saffron Burrows, britische Schauspielerin
- 23. Oktober: Kate del Castillo, mexikanische Schauspielerin
- 28. Oktober: Mirco Reseg, deutscher Schauspieler
- 29. Oktober: Tracee Ellis Ross, US-amerikanische Schauspielerin
- 29. Oktober: Gabrielle Union, US-amerikanische Schauspielerin
- 31. Oktober: Eugene Hütz, US-amerikanischer Schauspieler

November
- 01. November: Toni Collette, australische Schauspielerin
- 06. November: Thandie Newton, britische Schauspielerin
- 06. November: Rebecca Romijn, US-amerikanische Schauspielerin
- 07. November: Christopher Daniel Barnes, US-amerikanischer Schauspieler
- 07. November: Jason London, US-amerikanischer Schauspieler
- 07. November: Jeremy London, US-amerikanischer Schauspieler
- 08. November: Gretchen Mol, US-amerikanische Schauspielerin
- 09. November: Eric Dane, US-amerikanischer Schauspieler
- 11. November: Adam Beach, kanadischer Schauspieler
- 11. November: Tyler Christopher, US-amerikanischer Schauspieler († 2023)
- 11. November: Leslie Mann, US-amerikanische Schauspielerin
- 14. November: Josh Duhamel, US-amerikanischer Schauspieler
- 15. November: Jessica Hynes, britische Schauspielerin
- 15. November: Jonny Lee Miller, britischer Schauspieler
- 16. November: Michael Irby, US-amerikanischer Schauspieler
- 16. November: Missi Pyle, US-amerikanische Schauspielerin
- 17. November: Leonard Roberts, US-amerikanischer Schauspieler

Dezember
- 01. Dezember: Ron Melendez, US-amerikanischer Schauspieler
- 04. Dezember: Charly Hübner, deutscher Theater-, Film- und Fernsehschauspieler
- 05. Dezember: Linus Sandgren, schwedischer Kameramann
- 09. Dezember: Reiko Aylesworth, US-amerikanische Schauspielerin
- 09. Dezember: Markus Frank, deutscher Schauspieler
- 10. Dezember: Tara Subkoff, US-amerikanische Schauspielerin
- 12. Dezember: Melissa Francis, US-amerikanische Schauspielerin
- 15. Dezember: Stuart Townsend, irischer Schauspieler
- 16. Dezember: Paul Leyden, australischer Schauspieler, Regisseur, Filmproduzent und Drehbuchautor
- 19. Dezember: Rosa Blasi, US-amerikanische Schauspielerin
- 19. Dezember: Micha Lewinsky, schweizerischer Regisseur und Drehbuchautor
- 19. Dezember: Alyssa Milano, US-amerikanische Schauspielerin
- 22. Dezember: Vanessa Paradis, französische Schauspielerin
- 24. Dezember: Matt Passmore, australischer Schauspieler
- 25. Dezember: Sophie Heathcote, australische Schauspielerin († 2006)
- 26. Dezember: Katharina Copony, österreichische Filmemacherin († 2024)
- 26. Dezember: Dorka Gryllus, ungarische Schauspielerin
- 28. Dezember: Shinobu Terajima, japanische Schauspielerin
- 29. Dezember: Jude Law, britischer Schauspieler
- 29. Dezember: Leonor Varela, chilenische Schauspielerin
- 30. Dezember: Eddie Mills, US-amerikanischer Schauspieler

### Tag unbekannt
- Christophe Beck, kanadischer Komponist
- Szabolcs Hajdu, ungarischer Regisseur, Schauspieler und Drehbuchautor

## Verstorbene

### Januar bis März
Januar

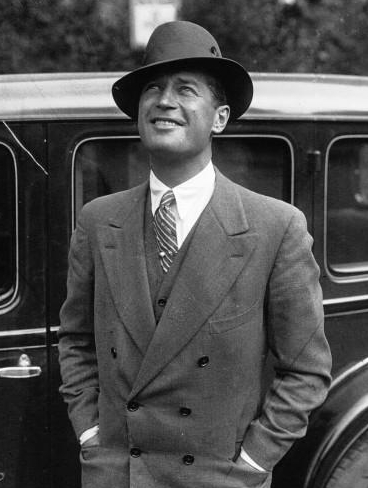
Maurice Chevalier (1888–1972)

- 01. Januar: Maurice Chevalier, französischer Schauspieler (* 1888)
- 08. Januar: Wesley Ruggles, US-amerikanischer Regisseur, Produzent und Schauspieler (* 1889)
- 27. Januar: Herbert Hübner, deutscher Schauspieler (* 1889)

Februar
- 02. Februar: Jessie Royce Landis, US-amerikanische Schauspielerin (* 1896)
- 07. Februar: Walter Lang, US-amerikanischer Regisseur (* 1896)
- 19. Februar: John Grierson, britischer Dokumentarfilmer (* 1898)

März
- 02. März: Walter Byron, US-amerikanischer Schauspieler (* 1899)
- 02. März: Robert Meyn, deutscher Schauspieler (* 1894)
- 03. März: Fredy Barten, deutscher Schauspieler (* 1891)
- 16. März: Heinz Hanus, österreichischer Filmpionier (* 1882)
- 27. März: Raimund Schelcher, deutscher Schauspieler (* 1910)
- 29. März: J. Arthur Rank, britischer Produzent (* 1888)
- 31. März: Meena Kumari, indische Schauspielerin (* 1932)

### April bis Juni
April

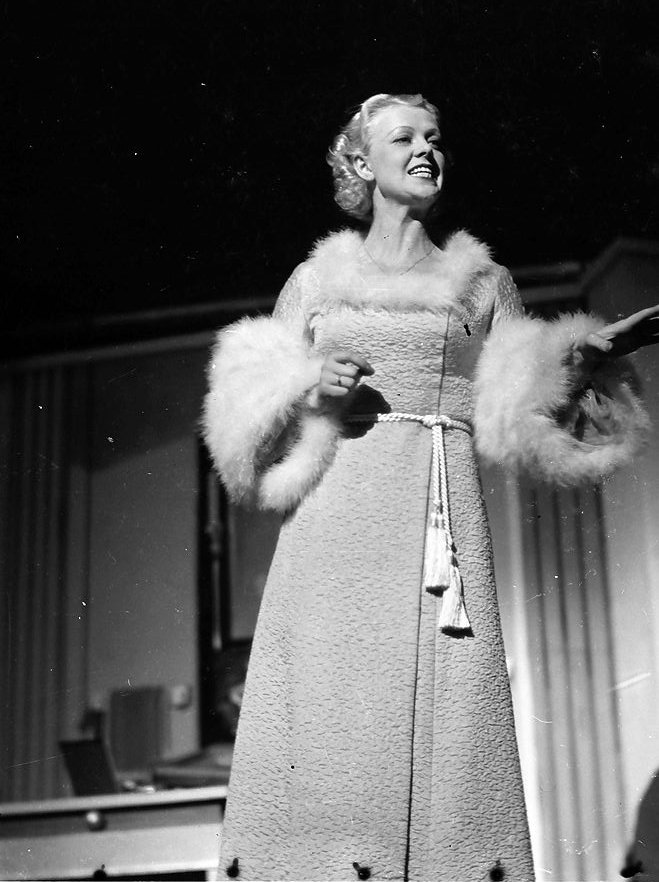
Gretl Theimer (1910–1972)

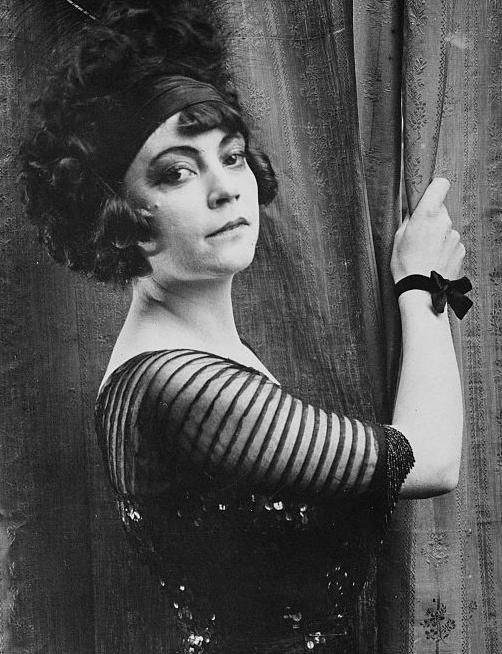
Asta Nielsen (1881–1972)

- 06. April: Brian Donlevy, US-amerikanischer Schauspieler (* 1901)
- 07. April: Betty Blythe, US-amerikanische Schauspielerin (* 1893)
- 25. April: George Sanders, britischer Schauspieler (* 1906)
- 30. April: Gia Scala, US-amerikanische Schauspielerin (* 1934)
- 30. April: Werner Stock, deutscher Schauspieler (* 1903)

Mai
- 03. Mai: Bruce Cabot, US-amerikanischer Schauspieler (* 1904)
- 05. Mai: Frank Tashlin, US-amerikanischer Regisseur (* 1913)
- 09. Mai: Fritz Schulz, deutscher Schauspieler (* 1896)
- 13. Mai: Dan Blocker, US-amerikanischer Schauspieler (* 1928)
- 14. Mai: Gretl Theimer, österreichische Schauspielerin (* 1910)
- 15. Mai: Nigel Green, britischer Schauspieler (* 1924)
- 18. Mai: Sidney Franklin, US-amerikanischer Regisseur (* 1893)
- 22. Mai: Margaret Rutherford, britische Schauspielerin (* 1892)
- 24. Mai: Asta Nielsen, dänische Schauspielerin (* 1881)
- 30. Mai: Robert Kern, US-amerikanischer Filmeditor (* 1885)

Juni
- 17. Juni: Ellen Schwanneke, deutsche Schauspielerin (* 1907)
- 20. Juni: Leo Hoger, deutscher Schauspieler und Bühneninspizient (* 1892)
- 23. Juni: Carl Auen, deutscher Schauspieler (* 1892)
- 23. Juni: Werner Klingler, deutscher Schauspieler und Regisseur (* 1903)

### Juli bis September
Juli
- 06. Juli: Brandon De Wilde, US-amerikanischer Schauspieler (* 1942)
- 07. Juli: Elsa Textorius, schwedische Schauspielerin (* 1889)
- 11. Juli: Michael Truman, britischer Regisseur, Produzent und Filmeditor (* 1916)
- 31. Juli: Hans Cossy, deutscher Schauspieler und Synchronsprecher (* 1911)

August
- 13. August: Franziska Gaal, ungarische Schauspielerin (* 1903)
- 14. August: Pierre Brasseur, französischer Schauspieler (* 1905)
- 28. August: Martha Novelly, deutsche Schauspielerin (* 1889)

September
- 11. September: Max Fleischer, US-amerikanischer Zeichentrickfilm-Pionier (* 1883)
- 12. September: William Boyd, US-amerikanischer Schauspieler (* 1895)
- 14. September: Lane Chandler, US-amerikanischer Schauspieler (* 1899)
- 17. September: Akim Tamiroff, georgisch-amerikanischer Schauspieler (* 1899)
- 30. September: Edgar G. Ulmer, österreichisch-amerikanischer Regisseur (* 1904)

### Oktober bis Dezember
Oktober
- 09. Oktober: Miriam Hopkins, US-amerikanische Schauspielerin (* 1902)
- 17. Oktober: Paul Westermeier, deutscher Schauspieler (* 1892)
- 24. Oktober: Claire Windsor, US-amerikanische Schauspielerin (* 1892)
- 28. Oktober: Mitchell Leisen, US-amerikanischer Regisseur (* 1898)
- 29. Oktober: Rudy Bowman, US-amerikanischer Schauspieler (* 1890)
- 29. Oktober: Victor Milner, US-amerikanischer Kameramann (* 1893)

November
- 05. November: Reginald Owen, britischer Schauspieler (* 1887)
- 16. November: Alexander Rasumny, sowjetischer Regisseur (* 1891)
- 20. November: Ennio Flaiano, italienischer Schriftsteller und Drehbuchautor (* 1910)
- 21. November: Jerome Hill, US-amerikanischer Dokumentarfilmer (* 1905)
- 29. November: Carl Stalling, US-amerikanischer Komponist (* 1891)

Dezember
- 06. Dezember: Janet Munro, britische Schauspielerin (* 1934)
- 09. Dezember: William Dieterle, deutscher Regisseur (* 1893)